# Graiseljići
Graiseljići (cyr. Граисељићи) – wieś w Bośni i Hercegowinie, w Republice Serbskiej, w gminie Kalinovik. W 2013 roku liczyła 30 mieszkańców.